# JC 국제항공
JC 국제항공(영어: JC International Airlines, 크메르어: ជេសុី អុិនធើណេសិនណល អ៊ែរឡាញ)는 캄보디아의 항공사로 허브 공항은 프놈펜 국제공항을 사용하고 있다.

## 보유 기종
- 2019년 8월 기준으로 JC 국제항공은 다음과 같이 보유하고 있다.